# سايمور فارمر
سايمور فارمر هو سياسي كندي وبريطاني، ولد في 20 يونيو 1878 في كارديف في المملكة المتحدة، وتوفي في 16 يناير 1951 في وينيبيغ في كندا. حزبياً، نشط في Independent Labour Party (Manitoba, 1920) ‏. وقد انتخب عضو المجلس التنفيذي لمانيتوبا ‏.